# 今北洪川

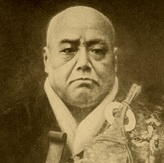
今北洪川

今北 洪川（いまきた こうせん、文化13年7月10日（1816年8月3日） - 明治25年（1892年）1月16日）は、幕末・明治時代を代表する臨済宗の禅僧。幼名は真三郎、法諱は宗温、道号は虚舟、室号は蒼龍窟。摂津国西成郡福島村（現・大阪府大阪市福島区）の生まれ。
明治8年（1875年）、教部省に召致され、鎌倉円覚寺の管長に出世し、雲水のみならず、一般大衆に対する禅指導に力を注ぎ、山岡鉄舟や鳥尾得庵ら明治期の著名人が参禅した。弟子としては、渡米して禅の宣揚につとめた釈宗演や鈴木大拙らのほか、沢柳政太郎、鈴木馬左也、北条時敬、土屋元作らがいる。
今北洪川が設立主宰した両忘会が標榜した在家主義は、釈宗演門下の釈宗活の宗教法人両忘禅協会、釈宗活門下の立田英山の人間禅教団へと受け継がれた。

## 生涯
摂津国西成郡福島村（現・大阪市福島区）で今北善蔵の三男として生まれる。藤沢東畡に儒学を、廣瀨旭莊に詩文を学び、大坂中島（中之洲）に私塾を開くが、『禅門宝訓』を読んだことが機縁となり出家を決意する。妻・淺子と離縁し、天保11年（1840年）25歳で相国寺の大拙承演に師事し出家する。僧堂で一緒だった荻野独園に励まされ、苦しみながらも参禅を続けた。天保13年（1842年）4月に大悟し、大拙に認められる。のち弘化4年（1847年）、曹源寺の儀山善来和尚のもとに参じた。安政2年（1855年）、大拙示寂。安政5年（1858年）より岩国の永興寺に住して寺を復興するとともに、廃仏思想への対抗として儒仏の一致調和を説き、さらにキリスト教を邪教として厳しく排斥している。岩国藩主・吉川経幹のために文久3年（1862年）、『禅海一瀾』を著した。明治8年（1875年）、拠点を東京府本郷の麟祥院に移す。同年、鎌倉円覚寺住職となる。明治11年（1878年）、儀山示寂。明治16年（1883年）、京都妙心寺の越渓守謙より釈宗演を徒弟として譲り受ける。明治25年（1892年）示寂。

## 著書
- 禪海一瀾 上・下 阿部準輔、1876
  - 「禅海一瀾」太田悌蔵訳註、岩波文庫、1935、復刊1990
  - 「禅海一瀾」盛永宗興訳、鉾之原妙鈴 訓註、大珠院直心会 編、柏樹社、1987
  - 釈宗演「禅海一瀾講話」岩波文庫、2018。改訂新版
- 飲醍醐 妻木頼矩、1878
- 鎌倉圓覺寺十境題咏 川尻義祐、1879
- 心經捷解 鶴鳴堂、1884
- 蒼龍廣録 巻之一～五 東海玄虎、1892
- 大覺禪師坐禪論（洪川俗解、釈宗演和註） 經世書院、1894
- 勧善余論  木村潤石、1897
- 浪花のつと 川尻義祐、1898
- 正受老人崇行録（洪川纂訂、林博訳註） 信濃毎日新聞、1935

### 伝記
- 鈴木大拙『今北洪川　激動期明治の高僧』「選集10」春秋社、新版2001

## 年譜
- 蒼龍窟年譜 北条時敬編 大倉保五郎、1894
- 蒼龍窟年譜 和訳 鉾之原美鈴編 大珠院直心会、1982